# Magyarország az 1967-es fedett pályás atlétikai Európa-játékokon
Magyarország a csehszlovákiai Prágában megrendezett 1967-es fedett pályás atlétikai Európa-játékok egyik részt vevő nemzete volt. Az ország a versenyen 12 sportolóval képviseltette magát.

## Érmesek
| Érem  | Versenyző       | Versenyszám       | Dátum |
| ----- | --------------- | ----------------- | ----- |
| Arany | Markó Margit    | Női 50 m          |       |
| Ezüst | Kalocsai Henrik | Férfi hármasugrás |       |
| Bronz | Mecser Lajos    | Férfi 3000 m      |       |

## Eredmények

### Férfi
| Versenyző                                               | Versenyszám        | Előfutam | Előfutam | Előfutam | Elődöntő | Elődöntő | Elődöntő | Döntő   | Döntő    |
| Versenyző                                               | Versenyszám        | Idő      | Hely.    | Össz.    | Idő      | Hely.    | Össz.    | Idő     | Helyezés |
| ------------------------------------------------------- | ------------------ | -------- | -------- | -------- | -------- | -------- | -------- | ------- | -------- |
| Rábai Gyula                                             | Férfi 50 m         | 5,8      | 5.       | 13.      | kiesett  | kiesett  | kiesett  | kiesett | kiesett  |
| Gyulai István                                           | Férfi 400 m        | 49,2     | 4.       | 4.       |          |          |          | kiesett | kiesett  |
| Mecser Lajos                                            | 3000 m             |          |          |          |          |          |          | 8:00,6  |          |
| Bátori István Mihályfi László Rábai Gyula Gyulai István | Férfi 4 × 2 kör    | 2:22,4   | 4.       | 7.       |          |          |          | kiesett | kiesett  |
| Bátori István Mihályfi László Rábai Gyula Gyulai István | Férfi 1+2 +3+4 kör | 3:17,6   | 4.       | 5.       |          |          |          | kiesett | kiesett  |

| Versenyző       | Versenyszám | Selejtező                | Selejtező                | Döntő    | Döntő    |
| Versenyző       | Versenyszám | Eredmény                 | Helyezés                 | Eredmény | Helyezés |
| --------------- | ----------- | ------------------------ | ------------------------ | -------- | -------- |
| Hossala József  | Távolugrás  | érvényes kísérlet nélkül | érvényes kísérlet nélkül | kiesett  | kiesett  |
| Kalocsai Henrik | Hármasugrás | 16,33 m                  | 4.                       | 16,45    |          |

### Női
| Versenyző                                                    | Versenyszám   | Előfutam | Előfutam | Előfutam | Elődöntő      | Elődöntő      | Elődöntő      | Döntő   | Döntő    |
| Versenyző                                                    | Versenyszám   | Idő      | Hely.    | Össz.    | Idő           | Hely.         | Össz.         | Idő     | Helyezés |
| ------------------------------------------------------------ | ------------- | -------- | -------- | -------- | ------------- | ------------- | ------------- | ------- | -------- |
| Markó Margit                                                 | Női 50 m      | 6,4      | 3.       | 6.       |               |               |               | 6,3     |          |
| Munkácsi Antónia                                             | 400 m         | 56,0     | 2.       | 2.       | nem ért célba | nem ért célba | nem ért célba | kiesett | kiesett  |
| Markó Margit Balogh Györgyi Bartos Erzsébet Kovács Annamária | Női 4 × 1 kör | 1:15,7   | 3.       | 6.       |               |               |               | kiesett | kiesett  |